# Aptrootia
Aptrootia is een geslacht van schimmels uit de familie Trypetheliaceae. Het bevat alleen Aptrootia terricola. Het geslacht is vernoemd naar André Aptroot.

## Soorten
Volgens Index Fungorum telt het geslacht drie soorten (peildatum februari 2023):
| Soortnaam           | Auteur(s)                            | Publicatiejaar |
| ------------------- | ------------------------------------ | -------------- |
| Aptrootia elatior   | (Stirt.) Aptroot                     | 2009           |
| Aptrootia robusta   | (P.M. McCarthy & Kantvilas) Aptroot  | 2009           |
| Aptrootia terricola | (Aptroot) Lücking, L. Umaña & Chaves | 2007           |